# William Sandell
William Martin Sandell (* 9. August 1950 in Los Angeles, Kalifornien, Vereinigte Staaten) ist ein US-amerikanischer Filmarchitekt.

## Leben
Sandell hatte in diversen künstlerischen Bereichen – als Requisiteur und Szenenbildnerassistent – gearbeitet, bevor er sich ab Mitte der 1970er Jahre als Designer von Filmkulissen betätigte. Mehrere Jahre musste er sich mit Aufträgen für B-Produktionen begnügen, erst mit dem kommerziellen Erfolg des Brat-Pack-Kultfilms St. Elmo’s Fire gelang ihm der Aufstieg zum hochkommerziellen Multimillionen-Dollar-Hollywoodkino.
Sandells beste Entwürfe zeichnen sich durch ein hohes Maß an Einfallsreichtum und Formenvielfalt aus: für Valkenvania kreierte er eine Schrottlandschaft inklusive Spukgebäude, für Paul Verhoevens Science-Fiction-Film Total Recall schuf er eine klar durchkomponierte Zukunftskulisse, und für den Hexenfilm Hocus Pocus bediente Sandell sich im Fundus der Märchenbuchphantasien. Bei Die Familie Feuerstein ließ William Sandell 1993 plastikbunte Comic-Behausungen wiederaufleben, während er bei Wolfgang Petersens Flugzeugthriller Air Force One 1996 im Verhältnis 1:1 die gleichnamige, amerikanische Präsidentenmaschine nachbauen ließ. Mit Petersen arbeitete Sandell insgesamt viermal zusammen.
Sein Segelschiffnachbau in dem Abenteuerfilm Master & Commander – Bis ans Ende der Welt brachte Sandell 2004 eine Oscarnominierung ein.

## Filmografie
- 1976: Draculas Todesrennen (Crash!)
- 1978: Fast Charlie...the Moonbeam Rider
- 1978: The Promise
- 1979: Eine total verrückte Familie (Serial)
- 1980: Tot & begraben
- 1980: Blood Beach - Horror am Strand (Blood Beach)
- 1982: Die unglaubliche Reise in einem verrückten Raumschiff
- 1984: The Wild Life
- 1984: St. Elmo’s Fire
- 1986: RoboCop
- 1987: Zwei mal Zwei
- 1989: Die totale Erinnerung – Total Recall
- 1989: Valkenvania
- 1991: Die Zeitungsjungen (Newsies)
- 1992: Hocus Pocus
- 1993: Die Familie Feuerstein
- 1994: Outbreak – Lautlose Killer
- 1997: Air Force One
- 1998: Small Soldiers
- 1998: Deep Blue Sea
- 1999: Der Sturm
- 2001: Dr. Dolittle 2
- 2001: Meine ersten zwanzig Millionen
- 2002: Paycheck – Die Abrechnung
- 2003: Master & Commander – Bis ans Ende der Welt
- 2005: Poseidon
- 2007: Next
- 2008: Das Hundehotel
- 2012: Longmire (Pilotfolge der TV-Serie)